# Droga krajowa B219 (Niemcy)
Droga krajowa 219 (niem. Bundesstraße 219, B 219) – niemiecka droga krajowa przebiegająca z południa na północ i łączy miejscowość Monastyr, gdzie rozpoczyna swój bieg jako przedłużenie autostrady A43, z autostradą A30 koło Ibbenbüren w Nadrenii Północnej-Westfalii.